# Påskkrisen (1920)
Påskkrisen var en inrikespolitisk kris i Danmark 29 mars till 4 april 1920. Enligt folkomröstningen om Slesvig som genomfördes efter första världskrigets slut skulle Nordslesvig bli danskt mellan övriga delar skulle förbli tyska. I Danmark fanns det dock en opinion för att även Flensburg skulle bli danskt, motiverat av att den hade dansk majoritet innan dansk-tyska kriget. Denna opinion fick stöd av Venstre och De Konservative, medan regeringen Zahle II (Radikale Venstre, men med stöd av Socialdemokratiet) stod fast vid att folkomröstningens resultat skulle följas. Förutom frågan om Slesvig fanns det även andra skiljefrågor. Den borgerliga oppositionen motsatte sig en ny vallag och den ekonomiska politiken.
Kung Christian X avskedade 29 mars Carl Theodor Zahle och utsåg Otto Liebe till statsminister. Detta medförde en kris då avskedandet saknade parlamentariskt stöd. Av den sittande regeringen och socialdemokratin sågs den som i strid med grundlagen. Stora demonstrationer hölls vid Amalienborg och fackföreningsrörelsen hotade med generalstrejk. Detta resulterade i en kompromiss där Liebe ersattes av Michael Petersen Friis, vallagen skulle genomföras och ett nyval hållas.